# Conte et psychanalyse
Pour les articles homonymes, voir Conte (homonymie) et Psychanalyse.
Le conte, qu'il soit oral ou écrit, a constitué l'un des supports privilégiés de la psychanalyse.
La raison en est que, comme le mythe, le conte semble toucher au plus profond du fonctionnement de la psyché humaine : issu de l'imaginaire collectif, il est pétri de symboles qui en font un objet particulièrement riche du point de vue psychanalytique. Nicole Belmont a montré que si le conte et le rêve sont des objets très différents, ils fonctionnent néanmoins de manière similaire : l'interprétation des rêves étant l'un des principaux outils de la psychanalyse, il faut dès lors s'attendre à ce que le conte, objet voisin, engage nombre d'interprétations psychanalytiques.

## L'apport freudien
Le travail de l’interprétation psychanalytique a débuté avec l’apport de son créateur Sigmund Freud.
Il développe plusieurs axes autour de :
- une théorie de culture arguant que les contes populaires sont le résultat de compromis entre les différentes instances de la vie psychique.
- une théorie du développement de la personnalité humaine évoquant une évolution depuis la sexualité polymorphe de la toute-petite enfance jusqu’à la génitalité adulte en passant par de nombreuses épreuves à résoudre comme le complexe d'Œdipe.
- une théorie des processus inconscients où le fantasme, l’accomplissement d’un désir jouant un rôle dans l’élaboration de récits fictifs, notamment dans les contes populaires : fantasme de retour au sein maternel avec l’enfant caché par la femme de l’Ogre, fantasme de la scène primitive avec la chambre interdite de Barbe-Bleue, fantasme de séduction avec Peau d’Ane.

## Jung et les jungiens
Aux théories freudiennes, les Jungiens ajoutent que les personnages et les événements représentent des phénomènes psychiques archétypaux qui nécessitent une maturation obtenue par l’inconscient personnel et collectif à la personnalité individuelle. Pour Marie-Louise von Franz, continuatrice de l’œuvre de Jung, les contes s’attachent au processus d’individuation. Ces processus s’attardent au stade qui concerne l’intégration de l’ombre (l’aspect primitif et instinctif). D’autres à l’expression de l’animus et de l’anima (principe féminin et masculin que l’on rencontre chez tout homme et toute femme). D’autres s’attardent sur l’image du père et de la mère ou encore sur la quête du trésor inaccessible.
Le travail fourni par Clarissa Pinkola Estés à partir du patrimoine de contes populaires, de fables et de mythes, et partant de l'interprétation psychanalytique de l'école de Carl Gustav Jung apporte une contribution originale à l'argument ainsi qu'une clé de lecture de celui-ci sans doute plus accessible et plus contemporaine.

## Bruno Bettelheim et la fonction psychanalytique du conte
Bruno Bettelheim dans son ouvrage Psychanalyse des contes de fées démontre que le conte merveilleux a une place importante dans l’apprentissage de la maturité en s’adressant simultanément à tous les niveaux de la personnalité. Il nous dit que les contes rassurent les enfants en leur montrant que leurs fantasmes ne sont ni uniques ni monstrueux. Nombreux sont les chercheurs qui produisent à partir des objets de l’oralité. Des centres de recherche existent dans de nombreuses universités, ils sont l’occasion de travaux d’analyse et de compréhension de ces objets. Des études apparaissent aussi aujourd’hui sur l’utilisation des contes, leurs fonctions thérapeutiques, éducatives initiatiques ou pédagogiques. Les universités de littérature, de communication, de sciences sociales (sociologie, anthropologie etc.), prennent de plus en plus en compte la place du conte, des récits et des mythologies dans leurs travaux.

## Autres travaux
Parmi les autres tenants d'une approche psychanalytique du conte, on peut mentionner : Franz Ricklin, Otto Rank, Géza Róheim, Pierre Sultan.